# مرض منقول بالبعوض

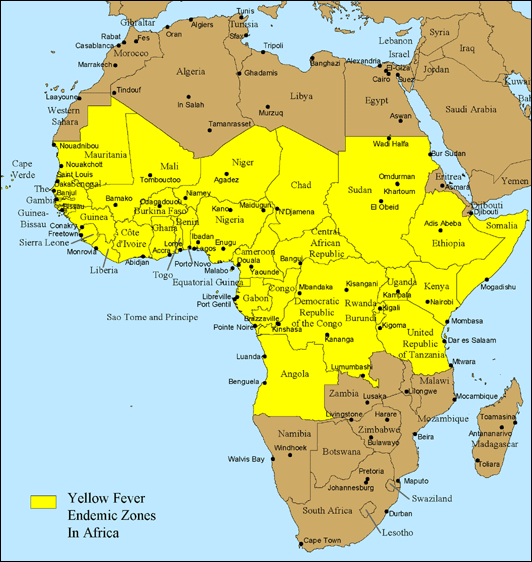
مدى الإصابة بالحمى الصفراء بأفريقيا 2005

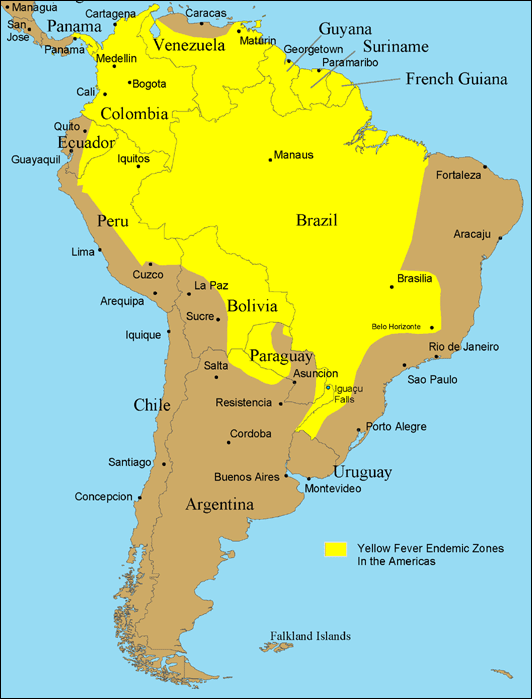
مدى الإصابة بالحمى الصفراء بأمريكا الجنوبية 2005

الأمراض المنقولة بالبعوض هي الأمراض التي تسببها البكتيريا و الفيروسات والطفيلات عن طريق البعوض، وبإمكان البعوض نقل المرض من دون إصابته بالمرض.
الأمراض المنقولة عن طريق البعوض تشمل: الملاريا وحمى الضنك، وداء الفيل، و فيروس غرب النيل، وشيكونغونيا، والحمى الصفراء، والتهاب الدماغ الياباني، والتهاب دماغ القديس لويس، والتهاب الدماغ الخيلي الغربي والشرقي والفنزويلي، التهاب الدماغ اللاكروسي، والحمى الزيكية.
يصاب قرابة 700 مليون شخص على مستوى العالم بمرض منقول بالبعوض كل سنة ويتسبب في فاة مايقرب من مليون شخص سنويا في جميع أنحاء العالم.

## أنواعه

### الأوالي الحيوانية
البعوضة الأنثى المسماة بأنوفيلة تحمل طفيلة الملاريا (اقرأ المتصورة)، وتعد الملاريا المسبب الرئيسي للوفاة المبكّرة خصوصا للأطفال تحت الخمس سنوات، إذ سُجّلت مايقارب 207 مليون حالة، وأكثر من نصف مليون وفاة في عام 2012 وفقا للتقرير العالمي عن الملاريا الذي تصدره منظمة الصحة العالمية.

### داء النغف
تهاجم حشرة النبر البشري البعوض لتستعملها لإيصال بيضها ونقلها للبشر. يكون البيض في الجهة السفيلة من البعوض الناقل ومثبتًا بصمغ. و عندما تمتص البعوضة الدم من إنسان، فإن حرارة الشخص تذيب الصمغ فتسقط البيوض على جلده وتبدأ بالتفقس إلى يرقات تتغذى من دم الإنسان ولحمه. 

### الداء الديداني
بعض أنواع البعوض تستطيع نقل الديدان المسببة لداء الفيل. هذه الدودة تسبب حالات من التشوهات( لهذا سميت بداء الفيل) تتميز بانتفاخ شديد في أجزاء من الجسم. هناك مايقارب 40 مليون شخص حي مصاب بداء الفيل.

### الفيروسات
الأمراض الفيروسية كحمى صفراء، وحمى الضنك، وشيكونغونيا تنتقل عن طريق بعوضة تسمى الزاعجة المصرية.
أمراض فيروسية أخرى كوباء التهاب المفاصل، وحمى الوادي المتصدع، وحمى نهر الرس، والتهاب دماغ القديس لويس، وفيروس غرب النيل، والتهاب الدماغ الياباني، والتهاب الدماغ اللاكروسي، وأنواع أخرى من التهاب الدماغ تنتقل عن طريق البعوض. التهاب الدماغ الخيلي الشرقي والغربي حدثت في الولايات المتحدة وكانت تصيب البشر والأحصنة وبعض أنواع الطيور. هذان الالتهابان يعتبران من أخطر الأمراض المنقولة من البعوض بسبب معدل الوفيات الهائل. أعراضهما تبدأ من إنفلونزا خفيفة إالى التهاب للدماغ، وغيبوبة وموت. 
الفيروسات المنقولة عن طريق مفصليات الأرجل تسمى الفيروسات المنقولة بالمفصليات. ظهر فيروس غرب النيل مصادفة في الولايات المتحدة في عام 1999 وبحلول عام 2003 انتشر المرض إلى كل الولايات الأمريكية تقريبًا، وبحلول 2006 بلغت حالات الإصابة به 3000 حالة.
بعوضة السولكس والسوليستا أيضا تسبب في نقل الأمراض.

## النقل
الفترة التي تتغذى فيها البعوضة ليست محسوسة في الغالب، إذ أن الإحساس لا يكون إلا بعد ردة فعل الجهاز المناعي.
عندما تعض البعوضة فهي تنفث بعض اللعاب ومضادات التخثر، ومع أول عضة للبعوضة لن يكون هناك رد فعل من الجهاز المناعي، لكن مع العضات المستقبلية يعمل الجهاز المناعي على إنتاج جسم مضاد ثم تلتهب العضة في غضون 24 ساعة، وتعتبر هذه ردة فعل الأطفال الصغار؛ لكن كلما كثرت عضات البعوض كلما زادت حساسية الجهاز المناعي إلى أن تسبب العضات في غضون دقائق بشرى حمراء ذات حكّة سببها أن الجهاز المناعي يتسبب في تسرّب الدم والسوائل من الأوعية الدموية وتجمّعه تحت الجلد. قد يصبح بعض البالغين غير حساس أو حساسيته للبعوض ضعيفة جدًا، والبعض الآخر قد تكون عنده حساسية شديدة وتسبب لالتهابات شديدة، وكدمات، ووتقرحات و هذه الحالة تسمى متلازمة سكيتر.

## الآلية
البعوض الناقل للأمراض الفيروسية لا يصاب بالفيروسات التي يحملها بسبب أن جهازهه المناعي يتعرف على الفيروس باعتباره جسمًا مجهولًا فيقوم ب«قطع» الترميز الجيني لهذا الفيروس ليبقيه جامدا. إصابة الشخص بأي مرض فيروسي منقول بالبعوض يحدث عندما تقوم البعوضة الأنثى بعضّ الإنسان ثيب أن يتمكن جهازه المناعي من تدمير الترميز الجيني للفيروس. لا توجد معلومات كافية عن طريقة البعوض في التعامل مع الطفيليات حقيقيّة النواة. توضح البيانات أن الطفيليات المسببة للملاريا تُغيّر نمط غذاء البعوضة فتصبح البعوضة أكثر عضًا للإنسان، فيزيد معها احتمالية نقل المرض.

## الوقاية
عندما تعض البعوضة، تقوم أيضا بنقل اللعاب ومضادات التخثر إلى الدم وقد يكون هذا اللعاب حاملا للمرض. هذه الدورة تتوقف بقتل البعوضة. هناك بعض الطرق لاحتواء المرض كعزل المرضى والتطعيم. من أهم الطرق والتي بدأت عام 1880 هي شبك النوفاذ التي ساعدت كثيرا في إبعاد العوامل الخارجية عن داخل المباني. 

## انتشار الأوبئة
يُقدّر أن البعوض نقل أمراضًا لأكثر من 700 مليون شخص سنويا في أفريقا وأمريكا الجنوبية، وأمريكا الوسطى، والمكسيك، ومعظم أجزاء آسيا مما سبب حالات وفاة كثيرة؛ أما في أوروبا وروسيا وجرينلاند وكندا والولايات المتحدة وأستراليا ونيوزلندا واليابان وباقي الدول المتطورة لم يعد هناك حالات وفيات من الأمراض المنتقلة من البعوض، إلا نادرا جدا.
في الماضي -وقبل السيطرة على الأمراض المنقولة عبر البعوض- كانت هناك عشرات الآلاف من الحالات والوفيات من هذه الأمراض. كان البعوض الطريق الذي أدى إلى انتشار مرضي الملاريا والحمى الصفراء من شخص إلى شخص. 
البعوض أفضل مثال يصف المخلوقات الحاملة للأمراض. يعرف البعوض بأنه ينقل مختلف أنواع الميكروبات كالفيروسات والطفيليات. هذه الطفيليات والأمراض عادة ما تكون في مناطق معينة. مثلا مضى الضنك مرض فيروسي ينتقل عن طريق البعوض وينحصر في الحدود بين تكساس والمكسيك. في عام 2015، صار جليا أنه وبسبب تغييرات المناخ، بدأ البعوض بنقل الأمراض إلى أوروبا بعدما كانت نادرة، كالملاريا في اليونان، ومرض شكونغنا في إيطاليا وفرنسا، و فيروس النيل الغربي في شرق أوروبا.